# Bricx Command Center
Bricx Command Center，通常簡稱為BrixCC，是用來撰寫Next Byte Codes(NBC)、Not Quite C(NQC)、Not eXactly C(NXC)語言的整合開發環境，採用MPL 1.1/MPL 1.0授權，目前最新穩定版本是3.3.8.8，其作者是John Hansen。

## 出版物
- （英文）LEGO Mindstorms NXT Power Programming: Robotics in C（页面存档备份，存于），John Hansen著
- （繁體中文）機器人新視界NXC與NXT（页面存档备份，存于），CAVE教育團隊著

## 外部連結
- Bricx Command Center官方網站（页面存档备份，存于）（英文）